# داکیبو
داکیبو (انگلیسی: Docebo) شرکت فناوری اطلاعات کانادایی است، که در سال ۲۰۰۵ تأسیس شد.